# Ctibor Filčík
Ctibor Filčík (* 15. August 1920 in Dolné Plachtince, Tschechoslowakei; † 21. November 1986 in Bratislava) war ein tschechoslowakischer Theater- und Filmschauspieler.

## Leben
Ctibor Filčík war jahrelang Ensemblemitglied am Slowakischen Nationaltheater. In dem 1973 erstausgestrahlten dreiteiligen DDR-Fernsehfilm Die Brüder Lautensack nach dem gleichnamigen Roman von Lion Feuchtwanger spielte er die Rolle des Oskar Lautensack.

## Filmografie
- 1950: Kozie mlieko
- 1954: Drevená dedina
- 1956: Čisté ruky
- 1956: Previerka lásky
- 1957: Aufstand wider den Tod (Štyridsaťštyri)
- 1959: Kapitán Dabač
- 1962–1963: Jánošík I–II
- 1963: Výhybka
- 1965: Námestie svätej Alžbety
- 1966: Jeden deň pre starú paniu
- 1967: Vreckári
- 1969: Die Sanfte (Krotká) (TV)
- 1973: Die Brüder Lautensack (TV-Dreiteiler)
- 1973: Eine verschüttete Quelle (Skrytý prameň)
- 1974: An die Gewehre, Rebellen (Do zbrane, kuruci!)
- 1975: Sebechlebskí hudci
- 1977: Bludička
- 1978: Poéma o svedomí
- 1981: Demokrati
- 1983: Putování Jana Amose
- 1984: Gekauftes Leben (Mŕtví učia živých)